# NGC 2987
NGC 2987 est une galaxie spirale située dans la constellation du Sextant. NGC 2987 a été découverte par l'astronome français Édouard Stephan en 1884.

## Caractéristiques
Sa vitesse par rapport au fond diffus cosmologique est de 4 079 ± 25 km/s, ce qui correspond à une distance de Hubble de 60,2 ± 4,2 Mpc (∼196 millions d'al).
À ce jour, trois mesures non basées sur le décalage vers le rouge (redshift) donnent une distance de 54,367 ± 1,607 Mpc (∼177 millions d'al), ce qui est tout juste à l'intérieur des valeurs de la distance de Hubble. Notons cependant que c'est avec la valeur moyenne des mesures indépendantes, lorsqu'elles existent, que la base de données NASA/IPAC calcule le diamètre d'une galaxie et qu'en conséquence le diamètre de NGC 2987 pourrait être d'environ 31,5 kpc (∼103 000 al) si on utilisait la distance de Hubble pour le calculer.
La classe de luminosité de NGC 2987 est I-II et elle présente une large raie HI.